# Laodamas (König von Theben)
Laodamas (altgriechisch Λαοδάμας Laodámas), Sohn des Eteokles, ist in der griechischen Mythologie ein König von Theben.

## Thronbesteigung des Laodamas
Während der Regierung des Eteokles über Theben fand der Zug der Sieben gegen Theben statt. Eteokles, Laodamas Vater, gelang es, die Angreifer abzuwehren. Zuletzt kam es zu einem Zweikampf zwischen ihm und seinem Bruder Polyneikes, in dem sie sich gegenseitig töteten. Da Laodamas zu dieser Zeit noch ein unmündiges Kind war, stand er unter Kreons, seines Großonkels, Vormundschaft. Kreon wurde nach jüngerer antiker Tradition (siehe unten) jedoch von Lykos ermordet, der wiederum die Herrschaft in Theben übernahm. Als Herakles Lykos getötet hatte, konnte Laodamas endlich selbst den Thron von Theben besteigen. Die Person des Lykos ist allerdings eine Erfindung des attischen Dramatikers Euripides.

## Epigonenzug
Während Laodamas Herrschaft kam es zu einem erneuten Feldzug gegen Theben, dem Epigonenzug der Nachkommen (Epigonen) der Sieben gegen Theben. Diese  verwüsteten zuerst die Dörfer um Theben. Laodamas zog ihnen entgegen und es kam am Fluss Glisas zum Kampf. Laodamas tötete den Sohn des Adrastos, Aigialeus, wurde aber seinerseits von Alkmaion erschlagen. Nach einer anderen Sage rettete er sich nach verlorener Schlacht in die befestigte Stadt. Der Seher Teiresias riet den Thebanern zu Friedensverhandlungen. So übergab er die Stadt den Argeiern und zog mit dem Rest des Heeres nach Illyrien zu den Encheleern, einem Fürstengeschlecht, das von Kadmos abstammte. Dort gründeten die Thebaner die Stadt Hestiaia. 
Die Herrschaft über Theben gaben die Argeier an Thersandros, den Sohn des Polyneikes.